# Christina Aistrup Hansen
Christina Aistrup Hansen (født 1984) er en dansk tidligere sygeplejerske, som i 2017 blev idømt 12 års fængsel for drabsforsøg på fire patienter på Nykøbing Falster Sygehus. Sagen tog sin begyndelse i marts 2015, hvor hun blev anholdt efter en nattevagt på Nykøbing Falster Sygehus, hvor tre patienter døde, og en fjerde havde været tæt på at dø. Den 24. juni 2016 blev hun fundet skyldig i tre drab og et drabsforsøg samt frataget sin autorisation som sygeplejerske og idømt fængsel på livstid. Retten fandt bevis for, at hun med indsprøjtninger indeholdende morfin og stesolid tog livet af tre ældre mennesker. En fjerde overlevede. Afgørelsen blev anket til Østre Landsret, der behandlede sagen i foråret 2017.
I Østre Landsret blev der sået tvivl om sammenhængen mellem indsprøjtningerne og dødsfaldene. Det kunne ikke bevises med sikkerhed, at de to ting hang sammen, lød det. Derfor frifandt retten hende for drab. Den 18. maj 2017 blev hun idømt 12 års fængsel for fire drabsforsøg på patienter, der var indlagt på sygehuset i Nykøbing Falster. Foruden firdobbelt drabsforsøg blev hun også fundet skyldig i forsætlig fareforvoldelse mod sin dengang 7-årige datter, da datteren blev forgiftet med stærk og receptpligtig sovemedicin, der kun er egnet til voksne. Hun har afsonet sin straf i Jyderup Fængsel. Den 27. april 2023 havde serien Sygeplejersken premiere på Netflix, hvor skuespiller Josephine Park spiller Aistrup Hansen.

## Baggrund
Christina Aistrup Hansen blev uddannet som sygeplejerske i årene frem til 2009. Det meste af uddannelsen tog hun på Herlev Sygehus i København, men eksamen fandt sted på Nykøbing Sygehus. Fra 2009 til 2012 arbejdede hun på den medicinske afdeling M130. Derefter skiftede hun til akutafdelingen, hvor hun var indtil anholdelsen 1. marts 2015. I de seks år, hvor hun var på sygehuset, blev hun af alle anset for at være en meget dygtig sygeplejerske med stor viden.

### Dommen
I juni 2016 blev sygeplejersken i byretten idømt livstid for tre drab og et drabsforsøg, jf. Straffelovens § 237. Desuden fik hun frataget sin autorisation som sygeplejerske. Retten i Nykøbing fandt det bevist, at Christina Hansen i kraft af sit erhverv med syge og svage mennesker havde givet sine patienter dødelige doser morfin og Stesolid med fuldt overlæg. Sagen i byretten strakte sig over 27 retsdage og involverede mere end 70 vidner. Ved domsafsigelsen ankede sygeplejersken til landsretten med påstand om frifindelse.  
I maj 2017 blev hun af et enigt nævningeting ved Østre Landsret frikendt for de tre drab og i stedet fundet skyldig i drabsforsøg på alle fire patienter, jf. Straffelovens § 237, jf. § 21. Domstolen ændrede på dette grundlag Christina Hansens straf fra livstid til 12 års fængsel. Årsagen til ændringen var især en retsmedicinsk og bevisteknisk detalje: "Selvom det blev fundet bevist, at Christina Hansens medicinske overgreb på patienterne ikke skete […] i behandlingsmæssig eller smertelindrende henseende eller ved en fejl”, var de tekniske beviser ikke stærke nok til at stadfæste byretsdommen. Retslægerådet gav en vurdering af de lægelige oplysninger og kom frem til, at man ikke med tilstrækkelig sikkerhed kunne sige, om den ulovlige injicering af morfin og diazepam var den direkte dødsårsag, eller om patienternes i forvejen dårlige helbred også spillede ind.  
I en retspsykiatrisk personlighedsundersøgelse blev det fastlagt, at Christina Hansen lider af en histrionisk personlighedsforstyrrelse. Når man lider af en histrionisk personlighedsforstyrrelse - det, der tidligere blev kaldt en ‘hysterisk neurose’ - har man en gennemgribende trang til at være i centrum for dramatiske hændelser. Man manipulerer, både med sine følelser og sin seksualitet, med det formål at opnå anerkendelse fra andre. En person, der lider af denne forstyrrelse, er klar til at gå ekstremt langt for at få positiv opmærksomhed. Alt dette og en voldsom selvoptagethed, der grænser til narcissisme, gør, at vedkommende ofte opfører et skuespil overfor andre for på den måde at fremstå som hovedrollen i enhver situation.
Netop sygeplejerskens personlighedsforstyrrelse blev af anklagemyndigheden set som et af hovedmotiverne bag drabene. Anklager Michael Boolsen udtalte til retten, at »tiltalte har arrangeret sig selv som hovedrolleindehaver i et bizart skuespil, hvor patienterne er hendes statister«. Hun beskrives som fagligt dygtig, og den retspsykiatriske rapport viste, at hun har et normalt intelligensniveau. Boolsen udtalte i denne sammenhæng, at »hun [Christina Hansen, red.] har anvendt sin sygeplejerskefaglige indsigt på en dybt perverteret måde, som var drevet af hendes histrioniske personlighedsforstyrrelse«.
Christina Aistrup Hansen nægter sig stadig skyldig, fremgår det af en bog om sagen, Sygeplejersken, som udkom i 2019 af Kristian Corfixen og blandt andet bygger på interviews med Christina Aistrup Hansen i fængslet.